# Acraspedon peruvianus
Acraspedon peruvianus är en skalbaggsart som beskrevs av Soula 2002. Acraspedon peruvianus ingår i släktet Acraspedon och familjen Rutelidae. Inga underarter finns listade i Catalogue of Life.